# Mydlice bazalkovitá
Mydlice bazalkovitá (Saponaria ocymoides) je vytrvalá, 10 až 30 centimetrů vysoká bylina původem z jižní Evropy.

## Popis
Květy růžové až červené barvy, květenství vidlan. List kopinatý, porostlý chlupy.

## Využití
Vysazuje se jako skalnička.